# 不等毛藻
不等毛藻（ふとうもうそう、Heterokontophyta）またはオクロ植物（おくろしょくぶつ、Ochrophyta）はストラメノパイルのうち、葉緑体を持つ（またはかつて持っていた）種からなるサブグループである。不等毛植物、オクロ藻とも呼ぶ。
大型の海藻である褐藻以外は全て単細胞性の藻類で、淡水から海水まで広く分布する。
用語の注意として、不等毛藻または不等毛植物 Heterokontophyta という言葉はオクロ植物に加え近縁の従属栄養生物も含む意味（＝ストラメノパイル）で用いられる場合もある。
国際原生生物学会（ISOP）の分類体系では、曖昧さのある Heterokontophyta の名は使用せず、Ochrophyta を採用している。 

## 特徴
不等毛藻類は世界最大の藻類を含むグループであり、陸上植物に匹敵する多様性と生態的意義を持つグループである。コンブやワカメといった大型海藻から珪藻のような微細藻、一部には葉緑体を失った原生動物的な生物も含まれる。

## 細胞構造
不等毛藻の細胞構造は各綱毎に多様化が著しいが、鞭毛小毛を持つ前鞭毛と、クロロフィル a/c を持つ黄色の葉緑体といった基本構造は共通である。細かい点では鞭毛装置の構成要素とそのトポロジー、細胞内を走る骨格系微小管の配向などからも分類群の単系統性を窺い知る事ができる。

### 鞭毛
他のストラメノパイル生物同様、不等毛藻も前鞭毛に三部構成（基部、軸部、先端毛）の鞭毛小毛を持つ。褐藻は海藻であり、個々の細胞は藻体の構成要素として運動性を持たないが、生殖時に放出される遊走子が鞭毛を持つ。これは珪藻やファエオタムニオン藻でも同様である。

### 葉緑体
不等毛藻の葉緑体は紅藻由来で、光合成色素としてクロロフィル a/c、その他補助色素として種々のカロテノイドを持つ。通常、細胞内に葉緑体は二つあり、四重膜に囲まれている。最外膜は核膜と連絡する。ヌクレオモルフは存在しない。
上記のように、不等毛藻の葉緑体はハプト藻のものと良く似ているが、不等毛藻ではガードルラメラを持つ点が異なる。ガードルラメラは葉緑体膜直下にある袋状のラメラで、この中に三重チラコイドが入る形になっている。また、不等毛藻の葉緑体DNAはガードルラメラの内側に沿ってリング状に分布している。
不等毛藻には、黄金色藻綱の Spumella や Paraphysomonas、ディクチオカ藻綱の Pteridomonas や Ciliophrys 等、葉緑体を二次的に失った生物も含まれる。従属栄養性の生物が葉緑体を二次的に失ったのか、それとも元々獲得しなかったのか、という判断は分子系統樹上での最節約的解釈による場合が多いが、生物に葉緑体の痕跡器官が残っている場合には、これが二次的喪失の有力な証拠となる。不等毛藻においては、Pteridomonas danica からは痕跡的な色素体であるロイコプラストが、Ciliophrys infusionum からは葉緑体コードの遺伝子であるrbcLが発見されている。これらの直接的な根拠に基づき、葉緑体を二次的に喪失した不等毛藻と、元々獲得していない無色ストラメノパイルとは厳密に区別される。

### その他の構造
貯蔵物質はβ-1,3グルカン（ラミナラン、クリソラミナラン）である。これは細胞内に小胞（クリソラミナラン胞）として蓄積される。

## 分類と各群の特徴
不等毛藻の分類は確立していない。トーマス・キャバリエ＝スミスの提案によるカキスタ（Khakista）およびフェイスタ（Phaeista）の2亜門に大別する場合があるが、それぞれの単系統性には疑問が持たれており、国際原生生物学会（ISOP）による2019年度版の分類では代わりに Chrysista および Diatomista という下位分類群が採用されている。今後の研究によって分類はさらに変更される可能性がある。

### ISOP（2019年）による分類
| オクロ植物 Ochrophyta | Chrysista  | 黄金色藻 Chrysophyceae                   |
| オクロ植物 Ochrophyta | Chrysista  | 真正眼点藻 Eustigmatales                 |
| オクロ植物 Ochrophyta | Chrysista  | 褐藻綱 Phaeophyceae                      |
| オクロ植物 Ochrophyta | Chrysista  | ファエオタムニオン藻 Phaeothamniophyceae |
| オクロ植物 Ochrophyta | Chrysista  | ラフィド藻綱 Raphidophyceae              |
| オクロ植物 Ochrophyta | Chrysista  | シゾクラディア藻 Schizocladia            |
| オクロ植物 Ochrophyta | Chrysista  | 黄緑藻綱 Xanthophyceae                   |
| オクロ植物 Ochrophyta | Diatomista | ボリド藻 Bolidophyceae                   |
| オクロ植物 Ochrophyta | Diatomista | 珪藻 Diatomeae                           |
| オクロ植物 Ochrophyta | Diatomista | ディクチオカ藻 Dictyochophyceae          |
| オクロ植物 Ochrophyta | Diatomista | ペラゴ藻綱 Pelagophyceae                 |
| オクロ植物 Ochrophyta | Diatomista | ピングイオ藻綱 Pinguiophyceae            |

### Chrysista

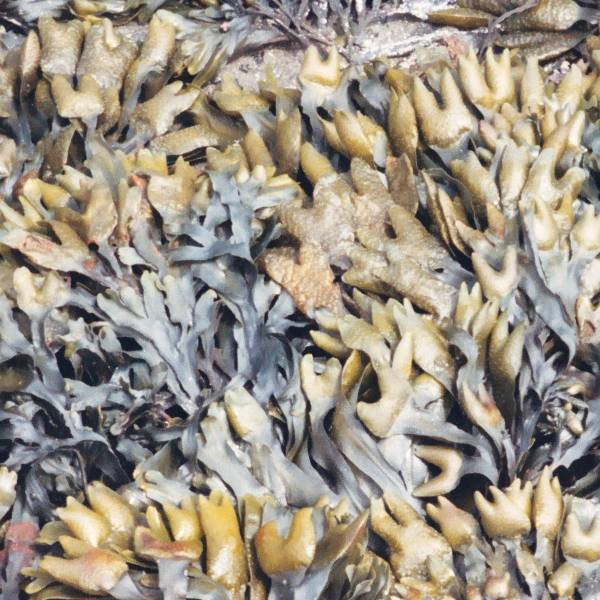
褐藻綱のヒバマタ (Fucus distichus)

黄金色藻 Chrysophyceae
淡水を中心に分布する藻類で、多くはプランクトン性の生活を営む。単細胞遊泳性の生物が多いが、Dinobryon（サヤツナギ）のような樹状群体や Uroglena のような球状群体も見られる。珪酸質の鱗片を細胞表面に持つ生物もあり、その内 Synura 属や Mallomonas 属はシヌラ藻綱として区別する意見もある。古くはパルマ藻やペラゴ藻、ディクチオカ藻も黄金色藻に含められていたが、現在では分離されている。
真正眼点藻 Eustigmatophyceae
十数種の小さなグループで、主に淡水産。他の不等毛藻とは異なり唯一クロロフィル c を持たない。強固な細胞壁を持つ不動細胞と、壁を持たない遊走細胞の2型をとり、遊走細胞の前鞭毛に小毛を持つ。名前の由来でもある眼点は、葉緑体内ではなく細胞前部の鞭毛基部付近に存在し、光学顕微鏡でも非常に目立つ。
褐藻 Phaeophyceae
海洋に広く分布する大型海藻類で、コンブ、ワカメ、ヒジキなど食用になるものも多い。不等毛藻の中では最も人間に馴染みの深いグループである。
ファエオタムニオン藻 Phaeothamniophyceae
樹状の群体を形成する淡水性の藻類。およそ14属30種、代表種は Phaeothamnion confervicola。古くは黄金色藻綱に含められていたが、分子系統解析により褐藻や黄緑藻に近い事が分かり、1998年、Baileyらにより綱として独立させる意見が提唱された。しかしながら褐藻や黄緑藻を含むこのグループは線引きが微妙であり、どこまでを独立の綱として認めるかについては意見が分かれている。
ラフィド藻 Raphidophyceae
淡水と海水に分布する。細胞外被として細胞壁や鱗片を持たない点、従って非常に細胞形態が不安定で変形しやすい点が特徴である。また、細胞内に葉緑体が数個〜数十個と多数見られ、他の藻類と区別しやすい。ラフィド藻は淡水では地味な存在であるが、海洋、特に沿岸域では頻繁に大発生して赤潮を引き起こす。赤潮からも分かる通り、海産の種は赤褐色〜オレンジ色をしているが、淡水産のものは緑藻類のような緑色である。これは、淡水種がカロテノイドのうちフコキサンチンを欠く事による。
シゾクラディア藻 Schizocladiophyceae
2003年に設立された。1属1種 Schizocladia ischiensis のみが記載されている。18Sの分子系統解析では褐藻に近縁。海産で分枝状群体を形成するが、個々の細胞の原形質は連絡しない。また、細胞壁はアルギン酸が多く、セルロースを含まない。
黄緑藻 Xanthophyceae
淡水を中心に分布する藻類。ごく少数が海水域や汽水域に分布する。色は黄緑というよりも緑色に近く、しばしば緑藻と区別する事が困難であるが、デンプンを含まないためヨウ素液のようなα-1,4グルカン特異的な染色液により染色されないことで判別できる。体制は多彩で、球形　(Botrydiopsis)、遊泳性 (Heterochloris)、アメーバ状 (Rhizochloris)、樹状群体 (Mischococcus)、糸状群体 (Tribonema, Ophiocytium) など様々である。
クリソメリス藻 Chrysomerophyceae
1995年に設立された。およそ8属16種。糸状あるいは葉状の平面的な群体を形成する。個々の細胞の原形質は連絡しない。また、細胞壁はアルギン酸、セルロースともに含まない。
シンクロマ藻 Synchromophyceae
2007年に設立された綱。アメーバ様の藻類である Synchroma grande のみが含まれる。この藻類の葉緑体は各細胞に複数あるが、それらの四重膜のうち外側の2枚が複数の葉緑体で共有される。
アウレアレナ藻 Aurearenophyceae
2008年に設立された綱。生活環が鞭毛虫態と球形細胞からなる Aurearena cruciata のみが含まれる。鞭毛装置を中心とした細胞形態や、光合成色素の組成に特徴を持つ。分子系統解析によれば本綱は高い独立性を示す一方、褐藻綱および黄緑藻綱との近縁性が示唆されている。

### Diatomista

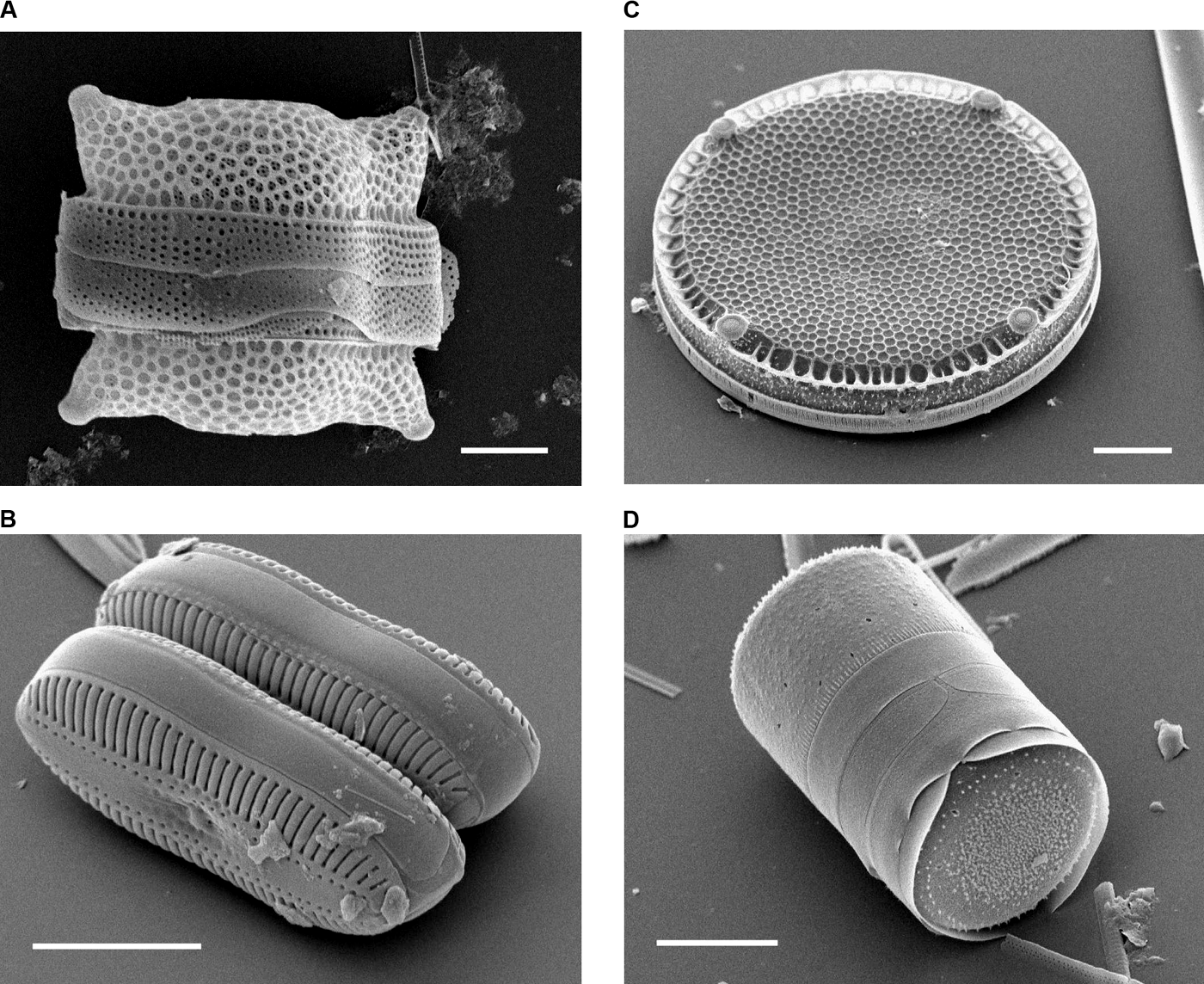
珪藻

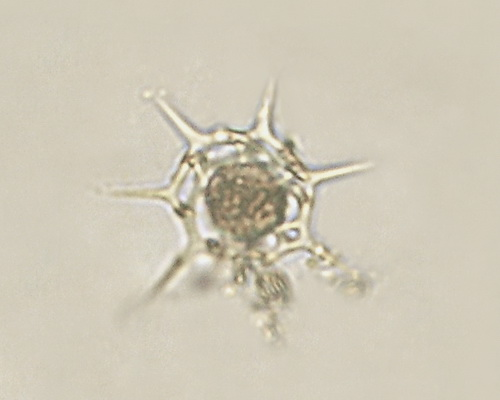
ディクチオカ藻の1種 Dictyocha speculum

ボリド藻 Bolidophyceae
海産のピコプランクトンで、1999年、Guillouらにより綱が設立された。18S rRNA 分子系統解析では珪藻の姉妹群となる。
珪藻 Bacillariophyceae (Diatomea)
珪酸質の殻を持つ藻類で、淡水から海水まで広く分布する。単細胞藻類としてはサイズが大きいものもあり、また入手が容易である事から、顕微鏡観察の教材としてよく用いられる。
ディクチオカ藻 Dictyochophyceae
珪酸質の内骨格を持つグループ。元々は珪酸骨格を持つディクチオカ目のみを含む綱だったが、後に放射総称の体制を持つペディネラ目が追加された。いずれも鞭毛は1本で前鞭毛のみである。ペディネラ目には放射状の器官であるテンタクルを持つものがあり、これが太陽虫の有軸仮足に似るため、Ciliophrys などはしばしば所属が混乱していた。ちなみに「-phrys」は太陽虫類の属名に良く用いられる語尾である。また、このグループにはアメーバ状の体制を持つ Rhizochromulina も含まれる。代表属の Dictyocha も長期培養株では珪酸骨格が失われ、アメーバ化してしまう。参考：太陽虫、珪質鞭毛藻
ペラゴ藻 Pelagophyceae
Pelagomonas、Pelagococcus などの海産外洋性ピコプランクトンから成るグループ。鞭毛は退化的で、後鞭毛は完全に欠失して鞭毛根も残っていない。前鞭毛は、保持しているものとこれも失ったものとがあり、鞭毛を全く持たない種もある。
ピングイオ藻 Pinguiophyceae
2002年、河地らにより新設された綱。5属5種、タイプ属は Pinguiochrysis。高度不飽和脂肪酸を大量に生産する種が含まれる。

### トーマス・キャバリエ＝スミスによる分類

#### フェイスタ
- 褐藻
- 黄金色藻

- ラフィド藻
- 黄緑藻
- 真正眼点藻
- ピングイオ藻
- シゾクラディア藻
- クリソメリス藻
- ファエオタムニオン藻
- シンクロマ藻
- アウレアレナ藻
- ペラゴ藻
- ディクチオカ藻

#### カキスタ
- 珪藻
- ボリド藻
- パルマ藻（現在ボリド藻と同じグループに属する）